# Сепеда, Энджи
Анхелика Мария Сепеда Хименес (исп. Angélica María Cepeda Jiménez; род. 2 августа 1974 года, Картахена, Колумбия) — колумбийская актриса.

## Биография
Анхелика Мария Сепеда Хименес родилась в семье юристов Хосе Сепеда и Ядиры Хименес 2 августа 1974 года в городе Картахена в Колумбии. В детстве вместе с семьёй переехала в Барранкилью. После развода родителей осталась с матерью. Имеет двух старших сестёр: Иветт и Лорну Пас (также актриса). Закончила актёрские курсы в Боготе.
Первый успех пришёл к Энджи на съёмках сериала «Las Juanas». Сразу же последовало предложение на главную роль в сериал «Лус Мария», где её партнёрами стали Кристиан Мейер и Росалинда Серфати. Свой успех Энджи закрепила съёмками в сериале «Чертёнок».
С 2010 по 2012 год снималась в сериале «Защищённые». В 2013 году снялась в фильме «Ночь в старом Мехико».
В 2016—2017 годах снималась в сериале «2091».

## Личная жизнь
С 1996 по 2004 год Энджи встречалась с актёром и певцом Диего Торресом — сыном известной аргентинской актрисы Лолиты Торрес.

## Фильмография
| Год       |    | Русское название                                        | Оригинальное название                         | Роль                             |
| --------- | -- | ------------------------------------------------------- | --------------------------------------------- | -------------------------------- |
| 1993      | с  | Проклятие рая                                           | La maldición del paraíso                      | девушка                          |
| 1993      | с  | Хроника трагических поколений                           | Crónicas de una generación trágica            | Мерседитас                       |
| 1995      | с  |                                                         | Solo una mujer                                | Каролина Альтамирано             |
| 1996      | с  | Свеча                                                   | Candela                                       | Канделария Даса                  |
| 1996      | ф  | Илона приходит с дождём                                 | Ilona llega con la lluvia                     | Сулема                           |
| 1997      | с  |                                                         | Las juanas                                    | Хуана Валентина                  |
| 1998      | с  | Лус Мария                                               | Luz María                                     | Лус Мария                        |
| 2000      | с  | Чертёнок                                                | Pobre diabla                                  | Фиорелла Морелли де Мехия Гусман |
| 2000      | ф  | Сексназ капитана Пантохи                                | Pantaleón y las visitadoras                   | колумбийка                       |
| 2000      | ф  |                                                         | Leyenda de fuego                              | Сесилия                          |
| 2002      | ф  |                                                         | Samy y yo                                     | Мари                             |
| 2003      | ф  | У судьбы нет фаворитов                                  | El destino no tiene favoritos                 | Мария                            |
| 2003      | ф  | Внезапный рай                                           | Il paradiso all'improvviso                    | Амаранта                         |
| 2005      | ф  |                                                         | Love for Rent                                 | София                            |
| 2005      | ф  | Потаенное                                               | Oculto                                        | Наталия                          |
| 2006      | с  | Водяные ветры                                           | Vientos de agua                               | Мара                             |
| 2007      | ф  | Мертвец                                                 | The Dead One                                  | Мария                            |
| 2007      | ф  | Любовь во время холеры                                  | Love in the Time of Cholera                   | вдова Насарет                    |
| 2008      | ф  |                                                         | Passing By                                    | Марина                           |
| 2008      | с  |                                                         | Fuera de lugar                                | Соль                             |
| 2009      | ф  |                                                         | Privateer                                     | Катерина                         |
| 2010      | ф  | Злорадства                                              | El mal ajeno                                  | Сара                             |
| 2010      | ф  | Час на Канарских островах                               | Una hora más en Canarias                      | Клаудиа                          |
| 2010—2012 | с  | Защищённые                                              | Los protegidos                                | Химена Гарсиа                    |
| 2011      | ф  | Элено                                                   | Heleno                                        | Диамантина                       |
| 2012      | с  | Пабло Эскобар, хозяин зла                               | Escobar, El patrón del Mal                    | Рехина Парейо                    |
| 2013      | ф  | Ночь в старом Мехико                                    | A Night in Old Mexico                         | Пэтти Вэйферс                    |
| 2014      | с  |                                                         | Familia en venta                              | Вера                             |
| 2014      | ф  | Пропавший слон                                          | El elefante desaparecido                      | Мара де Барклай                  |
| 2014      | ф  | Эльвира, я бы дал тебе мою жизнь, но я сам её использую | Elvira, te daría mi vida pero la estoy usando | Элой                             |
| 2015      | ф  | Зерно тишины                                            | La semilla del silencio                       | Мария дель Росарио Дюран         |
| 2015      | ф  | Дикие лошади                                            | Wild Horses                                   | Мария Гонсалес                   |
| 2016      | с  |                                                         | Noches con Platanito                          | женщина                          |
| 2016      | с  | Девственница Джейн                                      | Jane the Virgin                               | Андриана Чевандо                 |
| 2016—2017 | с  | 2091                                                    | 2091                                          | Лила                             |
| 2019      | ф  | Женщины мафии 2                                         | Kobiety mafii 2                               | Аида                             |
| 2019      | с  |                                                         | Berko: El Arte de Callar                      | Джулианна                        |
| 2019      | ф  | Цепь убийств                                            | Kill Chain                                    | женщина                          |
| 2019      | с  | Комната 104                                             | Room 104                                      | Долорес                          |
| 2021      | с  | Вне себя                                                | Вне себя                                      | Мадлен, фантом Дмитрия           |
| 2021      | мф | Энканто                                                 | Encanto                                       | Джульетта Мадригаль              |

## Награды и номинации
| Год  | Награда                        | Категория            | Работа                    | Результат |
| ---- | ------------------------------ | -------------------- | ------------------------- | --------- |
| 1996 | Cartagena Film Festival        | Лучшая новая актриса | Ilona llega con la lluvia | Номинация |
| 2004 | Кинофестиваль в Винья-дель-Мар | Лучшая актриса       | Sammy y yo                | Победа    |